# Luxemburgo Leaks

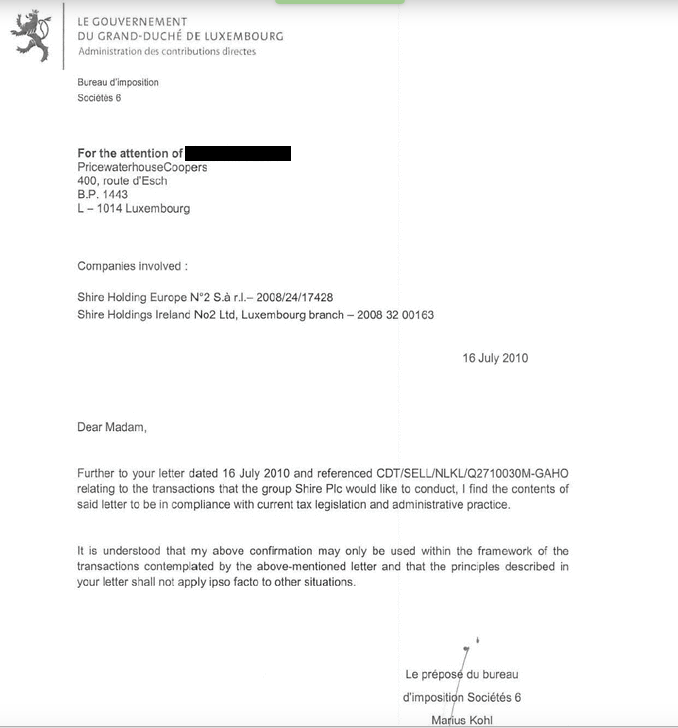
Uno de los documentos sobre impuestos filtrados en el Lux Leaks.

Luxemburgo Leaks, LuxLeaks, Lux Leaks, Filtraciones de Luxemburgo o los Papeles de Luxemburgo es un escándalo financiero que reveló en noviembre de 2014 los detalles de las operaciones secretas de 343 grandes empresas transnacionales para evitar el pago de impuestos. En las operaciones se utilizan maniobras legales llevadas a cabo por expertos fiscales y conocidos como la evasión fiscal y la planificación fiscal.
El escándalo fue revelado por 80 periodistas de 36 países que analizaron los documentos obtenidos por el Consorcio Internacional de Periodistas de Investigación, que muestra que las empresas han ahorrado miles de millones de dólares que se pagarían en impuestos.

## Características
Las operaciones tuvieron el apoyo del Autoridades gubernamentales de Luxemburgo  lo que causó gran indignación en Europa, ya que se habrían producido grandes pérdidas económicas a los demás miembros de la Unión Europea en favor de las empresas transnacionales en un momento de la crisis económica de 2008-2015.

La estructura en Luxemburgo es una forma de dilapidar la receta tributaria de cualquier país que pueda ser generada.
Stephen E. Shay

Los acuerdos secretos entre las empresas y las autoridades del Ducado de Luxemburgo fueron intermediados por las grandes firmas de contabilidad  conocida con las «Big 4» o «los 4 grandes» internacionales. PricewaterhouseCoopers, KPMG, Ernst & Young y Deloitte son los principales promotores de un gran sistema que oculta el desvío de fondos que utilizan los paraísos fiscales como Luxemburgo.
Las filtraciones permitieron, en noviembre de 2014, poner a disposición del público los nombres de más de trescientas empresas multinacionales involucradas en estas decisiones fiscales, tales como Amazon.com, Ikea, Fiat, Pepsi o Apple. Las revelaciones de LuxLeaks (que no son parte de WikiLeaks) atrajeron atención y debate internacional sobre la delincuencia financiera y las prácticas de evasión fiscal en Luxemburgo y en otros lugares. En el centro del escándalo se encuentra el presidente de la Comisión Europea Jean-Claude Juncker, entonces Primer ministro  y ministro de Finanzas de Luxemburgo.
Entre las sociedades que se destaca las grandes corporaciones transnacionales como Cargill, Citigroup, GlaxoSmithKline, Volkswagen, McGraw Hill, British American Tobacco, Reckitt Benckiser, Timberland, General Electric, Credit Suisse, Pepsi, Ikea, Accenture, Burberry, Procter & Gamble, Heinz, JP Morgan, FedEx, Abbott Laboratories, Amazon, Deutsche Bank, Apple, Verizon, Vodafone, Gazprom, HSBC, Bradesco, Banco Itaú,
Intelsat y Macquarie Bank.

## Consecuencias

### Políticas
El 6 de noviembre de 2015 los estados de la Unión Europea han dicho no a los tax rulings, acuerdos entre estados y empresas multinacionales que permiten a las grandes corporaciones ahorrarse millones de euros en impuestos. Los ministros de Economía y Finanzas, reunidos en Luxemburgo, no han apostado por reducir el alcance de estos acuerdos, pero sí han consensuado que cada seis meses haya un intercambio de información sobre los que han sido firmados, en una apuesta por la transparencia ante la opacidad fiscal.

### Personales
El 29 de junio de 2016 los informantes, dos exempleados de PWC, fueron condenados por la justicia luxemburguesa a 9 y 12 meses de prisión y 2500€ de multa en total, por revelación de secretos empresariales y violación de confidencialidad.